# B'Day Anthology Video Album
B'Day Anthology Video Album é o primeiro álbum de vídeo pela cantora norte-americana Beyoncé. O álbum possui 13 videoclipes para canções de seu segundo álbum de estúdio B'Day em 2006 e seu relançamento numa versão deluxe em 2007. Foi lançado pela Columbia Records exclusivamente através das lojas Wal-Mart em 03 de abril de 2007 junto com a edição deluxe do álbum B'Day, mas mais tarde foi vendidos em outras lojas varejistas. Dos 13 videoclipes, 9 eram inéditos e quatro vídeos foram lançados anteriormente mas também foram incluídos no álbum.
B'Day Anthology Video Album foi certificado dupla-platina pela Recording Industry Association of America (RIAA). Fora da América do Norte, o álbum foi lançado como um disco bônus no B'Day Deluxe Edition.
Em 2007, "Déjà Vu" ganhou a categoria Best Video durante o Music of Black Origin Awards. Juntos, os videoclipes "Irreplaceable" e "Beautiful Liar" receberam 7 indicações no MTV Video Music Awards de 2007 incluindo a categoria Most Earthshattering Collaboration onde "Beautiful Liar" foi o vencedor, esta canção ainda ganhou o prêmio Best Choreography in a Video nos prêmios OVMA de 2007. No mesmo ano no BET Awards, Beyoncé foi honrada com o prêmio de Video of The Year por "Irreplaceable".

## Antecedentes
Beyoncé declarou que ela filmou o B'Day Anthology Video Album, porque ela "sempre quis fazer um álbum de vídeo" de modo que seus fãs não precisassem acessar o site YouTube para vê-la nos vídeos de música, e sim vê-la através do DVD. Beyoncé sabia que a coreografia dos videos seria feita antes do início das filmagens. Ela também planejou seus penteados, roupas e maquiagem. Ela queria cada vídeo para olhar diferente e, portanto, ela usou técnicas diferentes de filmagem, moda e estilo em cada vídeo.
B'Day Anthology Video Album contém treze videoclipes musicais e cenas de bastidores. Os vídeos de "Déjà Vu", "Ring the Alarm", "Irreplaceable" e "Listen" tinham sido lançados antes das filmagens do álbum. Os outros nove vídeos foram filmados em um período de duas semanas. O álbum contém videosclipes para todas as músicas da edição padrão de B'Day, exceto para "Resentment". Ele também inclui os vídeos de "Beautiful Liar", "Flaws and All" e "Still in Love (Kissing You)", que contou apenas na edição de luxo. De acordo com a revista Vibe, os treze vídeos de B'Day Anthology Video Album deu a Beyoncé o recorde de mais videoclipes lançados num período de 12 meses.

## Lançamento e recepção
B'Day Anthology Video Album foi lançado pela Columbia Records exclusivamente através das lojas Wal-Mart nos Estados Unidos em 3 de abril de 2007, no mesmo dia que o B'Day Deluxe Edition foi lançado. O álbum de vídeo foi disponibilizado para outras lojas varejistas em 19 de junho de 2007. Fora da América do Norte, o álbum vídeo foi lançado como o segundo disco da edição de luxo do álbum B'Day sem as cenas de bastidores. Irreemplazable, um EP em língua espanhola , foi incluído como o disco de bônus nos Estados Unidos. Antes do lançamento lançamento de B'Day Anthology Video Album, os videoclipes foram copiados do álbum em antecedência e vazaram na internet no formato de MP4. Beyoncé promoveu o álbum aparecendo em programas de televisão Today e The Early Show, enquanto no canal de televisão VH1 Soul foi ao ar vários de seus vídeos. O álbum foi certificado em disco duplo de platina pela Recording Industry Association of America (RIAA), vendendo mais de 200.000 cópias.

## Faixas
| N.º | Título                                                                                  | Duração |  |
| 1.  | "Beautiful Liar" (com Shakira)                                                          | 3:34    |  |
| 2.  | "Irreplaceable"                                                                         | 4:17    |  |
| 3.  | "Kitty Kat"                                                                             | 1:03    |  |
| 4.  | "Green Light"                                                                           | 3:31    |  |
| 5.  | "Upgrade U" (com Jay-Z)                                                                 | 4:38    |  |
| 6.  | "Flaws and All"                                                                         | 4:14    |  |
| 7.  | "Get Me Bodied" (Extended Mix) (com Kelly Rowland, Michelle Williams e Solange Knowles) | 6:42    |  |
| 8.  | "Freakum Dress"                                                                         | 3:21    |  |
| 9.  | "Suga Mama"                                                                             | 3:37    |  |
| 10. | "Déjà Vu" (com Jay-Z)                                                                   | 4:06    |  |
| 11. | "Ring the Alarm"                                                                        | 3:33    |  |
| 12. | "Listen" (versão do diretor)                                                            | 3:49    |  |
| 13. | "Still in Love (Kissing You)" (apenas na lista de músicas inicial)                      | 4:41    |  |
| 14. | "Credits"                                                                               | 0:51    |  |
| 15. | "Anthology Behind the Scenes"                                                           | 17:39   |  |

## Desempenho
| Tabelas musicais                              | Melhor posição |
| --------------------------------------------- | -------------- |
| Estados Unidos - Top Music Videos (Billboard) | 24             |

| País / Certificadora  | Certificação |
| --------------------- | ------------ |
| Estados Unidos / RIAA | 2× Platina   |

## Histórico de lançamento
| País           | Data                | Formato | Gravadora        |
| -------------- | ------------------- | ------- | ---------------- |
| Estados Unidos | 03 de Abril de 2007 | DVD     | Columbia Records |

## Créditos
Os créditos foram retirados do encarte do álbum.
| - Richard J. Alcock – produtor do álbum - Nate Adams – coreógrafo assistente - Raymon Baynes – co-coreógrafo - Kim Bradshaw – produtor de vídeo - Ben Cooper – produtor - Fusako Chubachi – direção de arte, design - Cindy Denkhaus – coordenação de vídeo - Frank Gatson – coreógrafo - Erwin Gorostiza – direção de arte - Jil Haden – produtor - Danielle Hobbs – coreógrafo assistente - Ty Hunter – fashion - Dan Ichimoto – design - ilovedust – logo - Quincy S. Jackson – marketing - Grant Jue – produtor - Shelli Jury – produtor - Ray Kay – diretor - Kimberly Kimble – cabeleireiro - Beyoncé Knowles – diretora, protutora executiva, co-coreógrafa - Mathew Knowles – produtor executivo | - Tina Knowles – estilista - Anthony Mandler – diretor - Diane Martel – diretor - Clifford McGhee – co-coreógrafo - Melina – diretor - Jonte Moaning – co-coreógrafo - Galo Morales – animação - Sophie Muller – diretor - Jake Nava – diretor - Danielle Polanco – co-coreógrafo - Rhapsody – co-coreógrafo - Todd Sams – co-coreógrafo - Tanisha Scott – co-coreógrafo - Shakira – co-coreógrafo - Bethany Strong – coreógrafo assistente - Fransesca Tolot – maquiagem - Cliff Watts - diretor - John Winter – produtor - Max Vadukul – fotografia - Camille Yorrick – produtor |